# Chapelle de l'Étang de Bitche
La chapelle de l'Étang (en allemand Weiher Kapelle) se situe dans la commune française de Bitche et le département de la Moselle, à côté de l'ancien hôpital.

## Histoire
On peut lire la date 1698 au-dessus de la porte d'entrée. D'après les historiens, la chapelle est plus ancienne encore et daterait de 1515. À l'époque de sa construction, elle est érigée au bord d'un étang, asséché en 1820. Différents travaux de voirie étant entrepris, la chapelle se trouve de ce fait en contrebas de la route. La date de construction de la chapelle est indiquée sur deux dalles en grès sur lesquelles on peut difficilement lire l'inscription latine dont le sens traduit en français est le suivant : " Cette chapelle en l'honneur de la Mère de Dieu, a été achevée le 13 juillet sous le pontificat de Sa Sainteté Léon X, alors que Maximilien, de par la grâce de Dieu, gouvernait l'empire chrétien et que le comte Reinhard de Deux-Ponts-Bitche régnait ici ". Le millésime est indiqué sur la deuxième dalle : " En l'an de grâce mil cinq cent quinze, en souvenir perpétuel ". Les deux dalles sont emmurées dans la maçonnerie de la chapelle, du côté de l'hôpital.
Une centaine d'années après la construction de la chapelle éclate la guerre de Trente Ans, qui ravage la seigneurie de Bitche et en particulier le hameau de Kaltenhausen, qui est incendié. Il est presque impensable que la chapelle ait été épargnée, surtout si l'on sait que les troupes suédoises luthériennes ne sont pas d'humeur à épargner un lieu de culte catholique en pleine époque de guerres de religion. Quoi qu'il en soit, la date de 1698 inscrite au-dessus de la porte d'entrée prouve que la nef actuelle est construite ou reconstruite en cette année.
Que de personnes sont descendues ces quelques marches pour s'agenouiller dans cette chapelle séculaire, à l'occasion d'une visite à l'hôpital voisin ou tout simplement le temps d'attendre un car. Dédiée à la Vierge Douloureuse, la chapelle de l'étang, restaurée extérieurement par la commune en 1985 et intérieurement par la paroisse en 1986, a retrouvé en la fin du XXe siècle, jeunesse et distinction en obtenant son classement au titre de monument historique.

## Mobilier
L'autel, datant du deuxième tiers du XVIIIe siècle, ainsi que la statue de Notre-Dame de la Pitié, restaurée en 1959, sont inscrits à l'Inventaire topographique de la région Lorraine.